# Ilhas do Milho
Ilhas do Milho ou Ilhas de Maíz (em castelhano: Islas del Maíz; em inglês: Corn Island) são um arquipélago da Nicarágua, que conformam um município situado na Região Autônoma da Costa Caribe Sul. O município tem 9 km² de área e sua população em 2020 foi estimada em 7.600 habitantes.
As ilhas chamam-se Grande e Pequena e sua população é constituída por caribes negros chamados garifunas. Estão estrategicamente situadas no Mar das Caraíbas, frente à cidade de Bluefields, na Nicarágua. O inglês (na verdade um crioulo inglês muito semelhante ao falado em San Andrés e Providencia) e o espanhol são as línguas faladas nas ilhas.
A principal actividade económica das ilhas é a pesca. O crescimento do turismo tem afectado as ilhas, sendo a observação dos recifes de coral a sua principal atração.